# One Court Square
L'One Court Square, també conegut amb el nom de Citicorp Building, és un dels gratacels més alts de New York i el més alt fora de Manhattan. Va ser dissenyat pels arquitectes Skidmore, Owings i Merrill. Fa aproximadament 201 metres i té 54 pisos. És al barri de Queens, a Long Island. Va ser inaugurat el 1990 per Citigroup. Ràdios o canals de televisió es difonen des de l'antena de l'edifici.
El grup immobiliari SL Green va comprar l'immoble el 2007 i el va vendre el 2011 a un inversor privat.